# Gouania exilis
Gouania exilis är en brakvedsväxtart som beskrevs av K.R. Thiele. Gouania exilis ingår i släktet Gouania och familjen brakvedsväxter. Inga underarter finns listade i Catalogue of Life.